# .xxx
.xxx és un domini de primer nivell patrocinat d'Internet proposat com a opció voluntària per a llocs web de contingut pornogràfic a Internet.
El nom està inspirat per l'antiga classificació X de la MPAA i la BBFC, ara comunament usat per les pel·lícules pornogràfiques, que s'anomenen XXX.
La ICANN anuncià l'1 de juny de 2005 que .xxx es convertiria un domini de primer nivell genèric similar a .aero, .travel, etc. però mai no s'arribà a implementar. El 10 de maig de 2006, la ICANN invertia la seva decisió, i el 30 de març de 2007, la ICANN rebutjava la proposta de .xxx per tercer cop.
A partir de 2005, hi hagué una implementació alternativa de .xxx per New.net, un servei privat de registre de dominis no afiliat a ICANN, a través d'una arrel de DNS alternativa. El seu futur - incloent-hi els noms de domini prèviament registrats amb New.net - és incert arran de la resolució de l'ICANN.
Un altre TLD .xxx no oficial estigué disponible a través del sistema d'arrel de DNS alternatiu administrat per AlterNIC (empresa ara desapareguda).
Des de finals de 2011 es troba en operació però el seu ús no està molt estès.